# 理查德·巴勒姆

理查德·哈里斯·巴勒姆（英语：Richard Harris Barham，1788年12月6日—1845年6月17日）是英格兰教会的英格兰牧师、小说家和幽默诗人。其笔名托马斯·英戈尔兹比（英语：Thomas Ingoldsby）更为闻名。

## 生活
理查德·哈里斯·巴勒姆出生于坎特伯雷。当他七岁的时候，他的父亲去世了，给他留下了一个小小的遗产，其中一部分是位于肯特郡丹顿的塔平顿的庄园，在他后来出版的《英戈尔兹比传说故事集》中经常提到。九岁时，他被送到伦敦圣保罗学校，但是他的学习被一次事故打断了，这个事故使他的手臂终生瘫痪，因此被剥夺了身体活动能力，成了一个伟大的读者和勤奋的学生。
1807年，他进入牛津大學布雷齊諾斯學院，起初打算学习法律。 然而，环境导致他决定从事宗教职业。1813年，他成为一名乡村副牧师；他于次年结婚，1821年，他被任命为伦敦圣保罗大教堂的minor canon。 三年后，他成为了皇家教堂的一名ordinary。

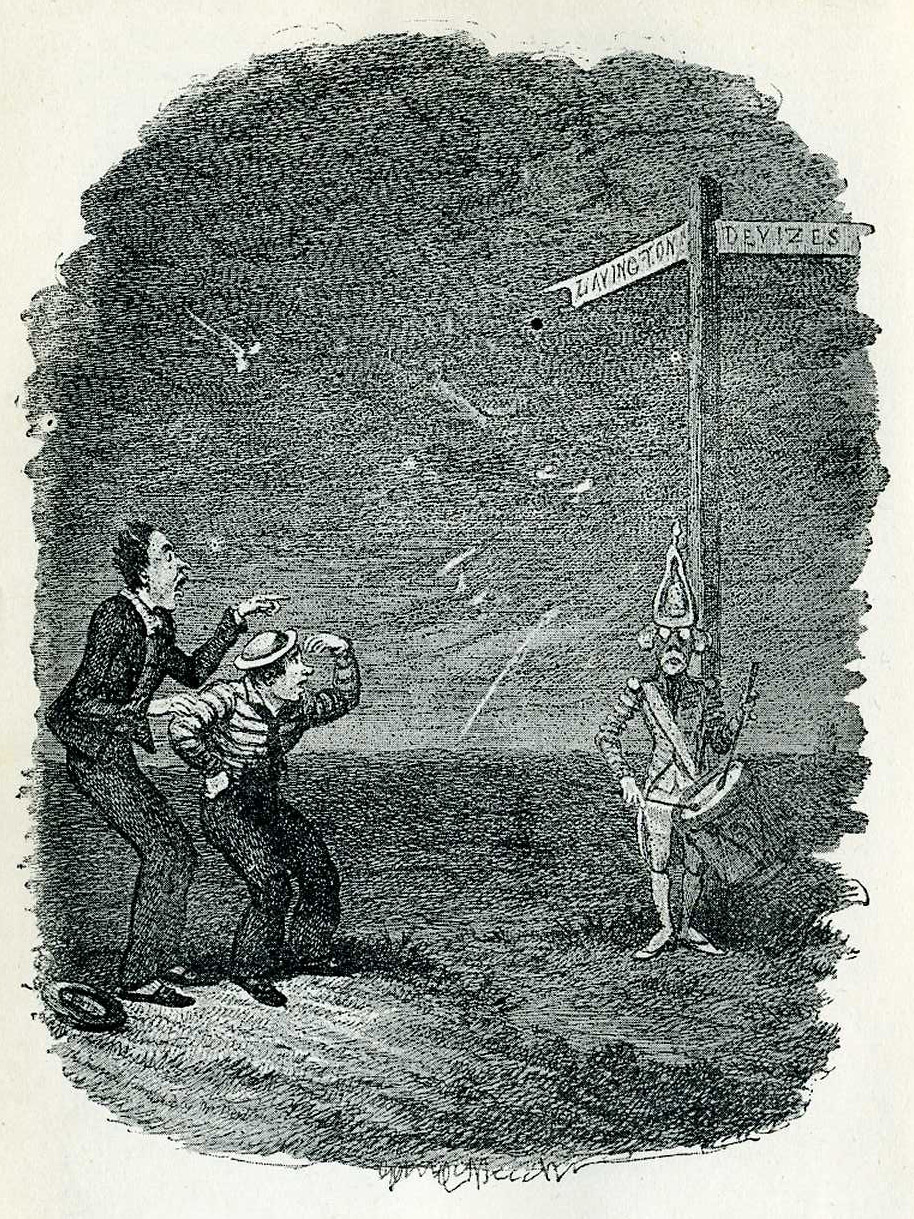
乔治·克鲁克香克为《英戈尔兹比传说故事集》中的《索尔兹伯里平原死亡鼓手》（Dead Drummer of Salisbury Plain）所作的插图。

1826年，巴勒姆首先为《布莱克伍德杂志》投稿；1837年，他开始为创刊不久的《本特利氏杂志》（Bentley's Miscellany）撰写一系列故事（其中大部分是韵文的，有些是散文的），被称为《英戈尔兹比传说故事集》。 它们变得非常受欢迎。他们在1840年到1847年之间以三卷本的形式出版，并出现在随后许多版本中。这些故事通常是异想天开的，但基于古代文物的研究。 （还有一些巴勒姆的杂诗，由他的儿子在他死后编辑整理，名为《The Ingoldsby Lyrics》。）
巴勒姆政治上是一名保守派；但他是自由派悉尼·史密斯的终生朋友。西奥多·胡克是他最亲密的朋友之一。 巴勒姆是《爱丁堡评论》和《文艺公报》的撰稿人；他为约翰·戈顿的《人物传略辞典》写了一些文章；以及一本小说《My Cousin Nicholas》（1834年）。1845年6月17日，他经历了漫长而痛苦的病痛，于伦敦去世。

## 遗产
巴勒姆是乔治·麦克唐纳·弗莱泽的历史小说《弗莱施曼夫人》中的一个角色，他在观看公开处决的过程中遇到了主角哈里·弗莱施曼（Harry Flashman）。
他的最后一首诗《As I laye a-thynkynge》1888年由英国作曲家爱德华·埃尔加编成音乐。
坎特伯雷的伯尔盖特有一间酒吧，名叫“托马斯·英戈尔兹比”。